# Turning Point (série)
Turning Point é um programa da ABC News que foi ao ar de 1994 a 1999.
Turning Point é um programa de uma hora de duração em um único tópico, tornando-se semelhante ao 48 Hours da CBS, que decorreu em frente de alguns de seus dias. O programa tendeu para temas sensacionalistas, como ex-membros de Charles Manson, "Família" a muita cobertura do O.J. Simpson caso de homicídio, que era de grande parte da execução do programa. As figuras que aparecem regularmente no programa incluem Diane Sawyer, Forrest Sawyer, Meredith Vieira, Peter Jennings e Barbara Walters.